# Hussein Arnous
Hussein Arnous (Al-Tah, Idlib, 1953) è un politico siriano, Primo ministro della Siria dall'11 giugno 2020 al 14 settembre 2024.
La sua nomina è stata annunciata dai media statali poco tempo dopo che era stato annunciato il licenziamento del suo predecessore Imad Khamis da parte del Presidente della Siria Bashar al-Assad in mezzo ad un peggioramento della crisi economica.

## Biografia

### Primi anni di vita ed educazione
Arnous è nato nel villaggio di Al-Tah nel Distretto di Ma'arrat al-Nu'man, Idlib. Nel 1978, ha ottenuto una laurea in Ingegneria civile all'Università di Aleppo.

### Carriera
Dopo essersi laureato all'università, Arnous ha lavorato con il sindacato di ingegneria di Idlib. Dal 1992 al 2002 ha diretto la compagnia generale per le strade e i ponti. Nel 2004 è stato selezionato per servire come direttore esecutivo dello stabilimento generale per il trasporto stradale. In seguito ha servito come governatore di Deir ez-Zor e di Quneitra. Nel 2014 è stato incluso nella lista dei ministri di governo siriani a cui è stato vietato l'ingresso negli Stati Uniti e nell'Unione europea.
Dal 2013 al 2018 ha servito come ministro dei lavori pubblici e dell'edilizia abitativa. E dal 26 novembre 2018 ha assunto anche la carica di ministro delle risorse idriche.
Arnous è stato confermato come nuovo Primo ministro della Siria dal Presidente Bashar al-Assad il 31 agosto 2020.